# 化林性偀
化林性偀（1596年—1667年），法名性偀，道號化林，福建省福州府福清縣三山人，江戶時代從清國初期東渡日本的黄檗宗僧人。

## 生平
早年學習儒学與醫學，明朝滅亡後隠逸在支堤山。順治9年（1652年）、參禪於雪峰山崇聖寺的即非如一，並出家。万治3年（1660年），隨著即非如一東渡日本，他也到了長崎。寛文3年（1663年），即非禪師前往宇治的萬福寺、與成為崇福寺的監寺。寛文5年（1665年），接受即非禪師的招攬到了福聚寺。晩年成為崇福寺第4代住持，寛文7年（1667年）圓寂，享年七十有四。

## 作品
- 《墨竹圖》寛文6年（1666年）

## 關聯項目
- 黄檗美術
- 長崎派